# Казка про попіл
«Казка про попіл» (тур. Kül Masalı) — турецький телесеріал 2024 рр. у жанрі драми та створений компанією Vernant Yapım. В головних ролях — Гекхан Алкан, Севда Ергінджі, Башак Гюмюлчінеліоглу. Перша серія вийшла в ефір 15 лютого 2024 року. Серіал має 1 сезон. Завершився 10-м епізодом, який вийшов у ефір 2 травня 2024 року.

## Сюжет
Озге — талановитий кухар, який здобуває визнання на роботі. Однак її життя несподівано змінюється, коли вона зустрічає Арата Гірайли, спадкоємця потужного текстильного клану та одного з найбагатших людей Туреччини. Незважаючи на скептицизм родини Арата, підігрітий скромним походженням Озге, молода пара клянеться у вічному коханні та поєднує свої долі у шлюбі. Проте, переїхавши до розкішного особняка Гірайли, Озге стикається з реальністю, її нова сім'я оповита таємницями та інтригами.
Життя Озге перетворюється на низку випробувань, коли вона дізнається, що Арат приховує темні таємниці, серед яких — боротьба з невиліковним психічним розладом. Ще більш шокуючим є одкровення про Джале, першу дружину Арата, смерть якої оповита таємницею. Тепер Озґе мусить пройти лабіринт сімейних таємниць і визначити, чи зможе кохання витримати шторм обману та одкровень, що оточує її новий дім.

## Актори та ролі
| Актор                 | Роль               |
| --------------------- | ------------------ |
| Гекхан Алкан          | Арат Гірайли       |
| Севда Ергінджі        | Озге Гюнай         |
| Башак Гюмюлчінеліоглу | Джале Гірайли      |
| Усхан Чакир           | Комісар Джеміль Оз |
| Озгюр Чевік           | Ерхан Шанлі        |
| Хюлья Дарджан         | Невесер Гірайли    |
| Гізем Гюнеш           | Бехіє Гюнай        |
| Гізем Кала            | Білге Гірайли      |
| Хандан Йилдирим       | Шахенде            |
| Ількер Самі Кіліч     | Туфан              |
| Гюнер Озкул           | Джавідан           |

## Сезони
| Сезон | Епізоди | Епізоди | Оригінальний показ | Оригінальний показ | Оригінальний показ |
| Сезон | Епізоди | Епізоди | Перший показ       | Останній показ     | Мережа             |
| ----- | ------- | ------- | ------------------ | ------------------ | ------------------ |
| 1     | 10      | 10      | 15 лютого 2024     | 2 травня 2024      | TRT 1              |

## Рейтинги серій

### Сезон 1 (2024)
| Серія       | Рейтинг (TOTAL) | Рейтинг (AB) | Рейтинг (ABC1) |
| ----------- | --------------- | ------------ | -------------- |
| 1.          | 1,58            | 1,13         | 1,40           |
| 2.          | 1,46            | 1,56         | 1,55           |
| 3.          | 1,64            | 1,71         | 1,61           |
| 4.          | 1,93            | 1,68         | 1,67           |
| 5.          | 1,35            | 1,15         | 1,21           |
| 6.          | 1,29            | 1,33         | 1,24           |
| 7.          | 0,98            | 1,28         | 1,07           |
| 8.          | 0,87            | 0,89         | 0,86           |
| 9.          | 1,02            | 1,37         | 0,96           |
| 10. (фінал) | 0,80            | 0,86         | 0,64           |